# 견우 직녀 (영화)
"견우 직녀"는 한국에서 제작된 안종화 감독의 1960년 멜로/로맨스 영화이다. 이경희 등이 주연으로 출연하였고 박덕원 등이 제작에 참여하였다.

## 출연

### 주연
- 이경희
- 김정옥
- 김삼화
- 이예성

### 조연
- 전숙
- 김신재
- 정민
- 이경천
- 김칠성
- 황진아
- 김해진
- 배성희
- 남해랑
- 홍이화

## 기타
- 조명: 서영헌
- 녹음: 이경순